# Salem (band)
 For alternative betydninger, se Salem. (Se også artikler, som begynder med Salem)
Salem er et dansk band, der opstod i 2000 med sangeren Mikkel Risbjerg og komponisten Kasper No Behrens som frontfigurer.

## Albums
- I kicked the dog (2002)
- The anatomy of pain (2003)
- From the riverbank (2005)
- Nord1 (2006)
- The Rest of the West (2007)
- Return Of The Mongloid Sire (2010)
- Private in public (2019)

## Eksterne Henvisninger
- Salems website Arkiveret 9. november 2008 hos  Wayback Machine

| Musikgruppe | Spire Denne artikel om en dansk musikgruppe er en spire som bør udbygges. Du er velkommen til at hjælpe Wikipedia ved at udvide den. |